# Steppe daourienne
La steppe daourienne regroupe deux écorégions terrestres du biome des prairies, savanes et brousses tempérées d'Asie de l'Est : la steppe boisée daourienne et la prairie mongole et mandchoue.
Ces grandes étendues herbeuses forment une région écologique identifiée par le Fonds mondial pour la nature (WWF) comme faisant partie de la liste « Global 200 », c'est-à-dire considérée comme exceptionnelle au niveau biologique et prioritaire en matière de conservation.